# Golkhandān
Golkhandān (persiska: گُل خَندانِ جَديد, Gol Khandān-e Jadīd, Golkhandān-e Jadīd, گلخندان جديد, گل خندان) är en ort i Iran.   Den ligger i provinsen Teheran, i den centrala delen av landet, 40 km öster om huvudstaden Teheran. Golkhandān ligger 1 617 meter över havet och antalet invånare är 197.
Terrängen runt Golkhandān är kuperad.Runt Golkhandān är det ganska glesbefolkat, med 23 invånare per kvadratkilometer. Närmaste större samhälle är Būmahen, 3,5 km norr om Golkhandān. Trakten runt Golkhandān består i huvudsak av gräsmarker.